# Góra Sołtyska
Góra Sołtyska – wzgórze o wysokości 457 m n.p.m. Znajduje się na Wyżynie Olkuskiej na wschodnim krańcu wsi Lgota,  pomiędzy miejscowościami Ostrężnica a Gorenice w województwie małopolskim.